# Las guerreras de Kyoshi
Los Guerreros de Kyoshi es el cuarto episodio de la primera temporada de la serie animada de televisión Avatar: la leyenda de Aang.

## Sinopsis
El capítulo empieza cuando Aang, intentando impresionar a Katara, muestra con una canica su destreza con el aire control. Como a Katara no le impresiona el truco, Aang decide viajar a cierta isla. Aang cabalga sobre el Elefante Koi y casi es comido por una anguila gigante llamada Unagi (palabra japonesa para "anguila"). Pero luego, en la playa, son capturados por las Guerreras de Kyoshi y su líder, Suki. Aang libera al grupo y les muestra que es el Avatar en el pueblo. Aprenden que ahí fue donde nació el Avatar Kyoshi, una Maestra Tierra nacida hace más de 400 años, siendo la Avatar Maestra Tierra más reciente, y dos encarnaciones anteriores a Aang. El grupo es tratado como celebridades y todo esto empieza a subírsele a Aang a la cabeza. Katara está secretamente celosa de todas las niñitas que siguen a Aang. Sokka está molesto porque unas chicas lo capturaron, decide ir al cuartel para demostrar que es superior, Suki intentando burlase de Sokka acepta el desafío, pero es humillado por las habilidades superiores de ellas. Sokka luego le pide a Suki que lo entrene a la manera que lo hacen las Guerreras de Kyoshi, aunque agradecido Sokka esta molesto por usar el vestido de las Guerreras Kyoshi. Para impresionar, Aang va a la playa para montar al Unagi donde casi se ahoga. Por suerte, Katara salva a Aang, pero ahora la Nación del Fuego está atacando la Isla de Kyoshi. Las Guerreras se enfrentan a la Nación del Fuego mientras Aang y sus amigos escapan, Sokka le pide perdón a Suki por tratarla como a una niña cuando debía hacerlo como a un guerrero, Suki le dice que es un guerrero pero que también es una niña, entonces lo besa (En la mejilla). Aang toma una decisión muy a la ligera y monta al Unagi una última vez. Mientras Aang está sobre el Unagi, él hace que éste rocíe agua sobre la villa de Kyoshi, apagando el fuego de las casas que están quemándose.
- Datos: Q18644302